# Małgorzata Figurska
Małgorzata Figurska – polska okulistka, doktor habilitowany medycyny, adiunkt w Klinice Okulistyki Wojskowego Instytutu Medycznego.
Habilitowała się w 2012 roku w Wojskowym Instytucie Medycznym na podstawie dorobku naukowego i rozprawy pt. "Ocena efektów terapii nieselektywnym inhibitorem czynnika wzrostu śródbłonka naczyń w oparciu o kryteria aktywności wysiękowego zwyrodnienia plamki związanego z wiekiem". Jest członkiem Polskiego Towarzystwa Okulistycznego (sekcja okulistyki wojskowej) oraz współpracuje ze Stowarzyszeniem Zwyrodnienia Plamki Związanego z Wiekiem AMD.
Zainteresowania badawcze i kliniczne M. Figurskiej dotyczą badań siatkówki oka (metoda OCT i angiografia) oraz leczenie jej schorzeń. Specjalizuje się w tematyce zwyrodnienia plamki związanego z wiekiem (szczególnie postaci wysiękowej AMD) i retinopatii cukrzycowej.
Jest współautorką dwóch monografii: "Zwyrodnienie plamki związane z wiekiem. Przewodnik diagnostyki i terapii" (2010, wraz z A. Stankiewiczem, ISBN 978-83-62138-13-5) oraz "Diagnostyka różnicowa chorób tylnego bieguna gałki ocznej" (2011, wraz z A. Stankiewiczem i A. Kubicką-Trząską, ISBN 978-83-61257-65-3). Współautorka opracowania "Wytyczne leczenia wysiękowej postaci AMD lekiem Lucentis (ranibizumab)". Swoje prace publikowała w czasopismach krajowych i zagranicznych, m.in. w Klinice Ocznej i Okulistyce.